# Leonard French
Pour les articles homonymes, voir French.
Leonard French, né le 8 octobre 1928 à Brunswick (Victoria) et mort le 10 janvier 2017 à Melbourne, est un peintre et un décorateur australien.

## Biographie

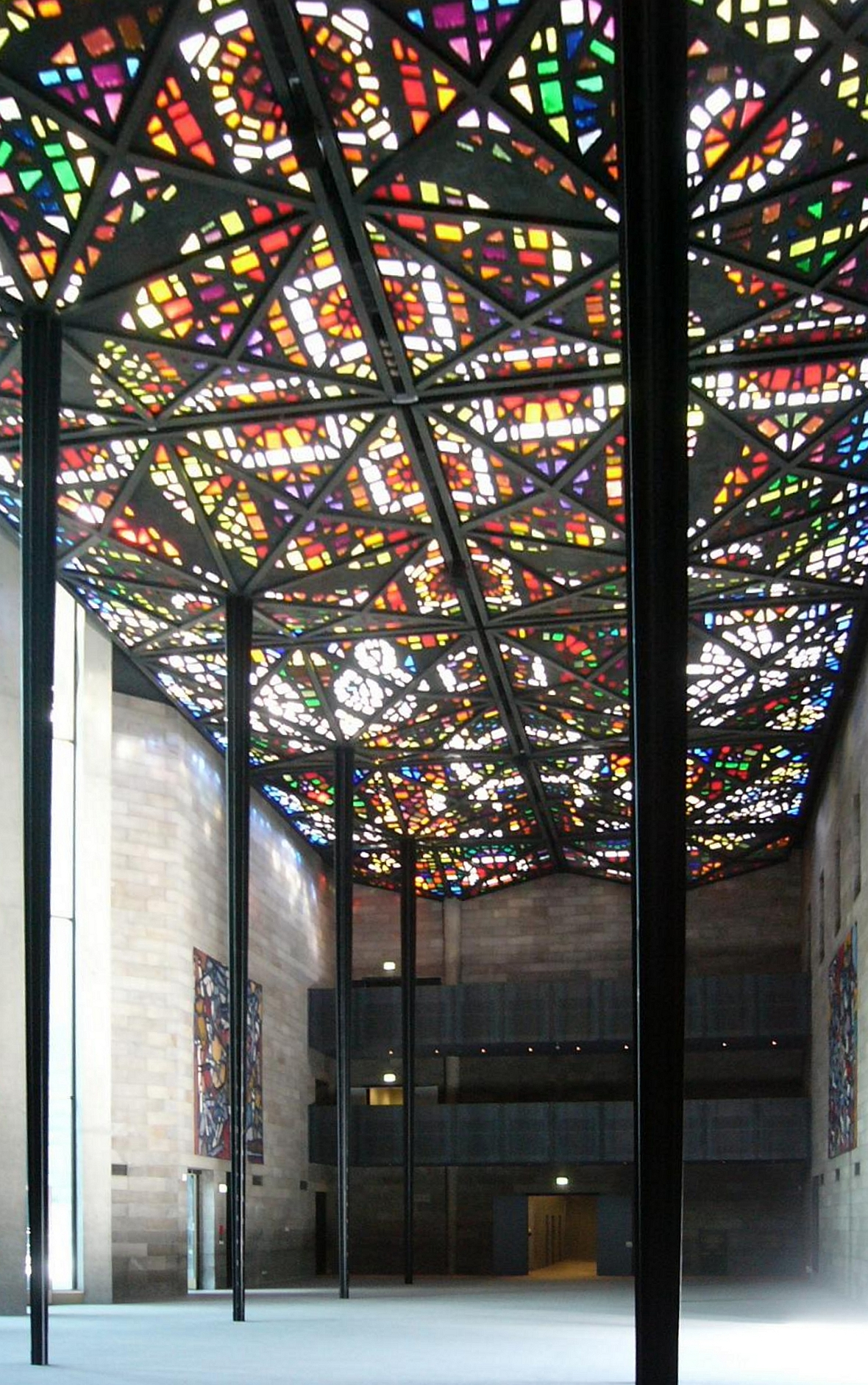
Le plafond réalisé par Leonard French à la National Gallery of Victoria (1968).

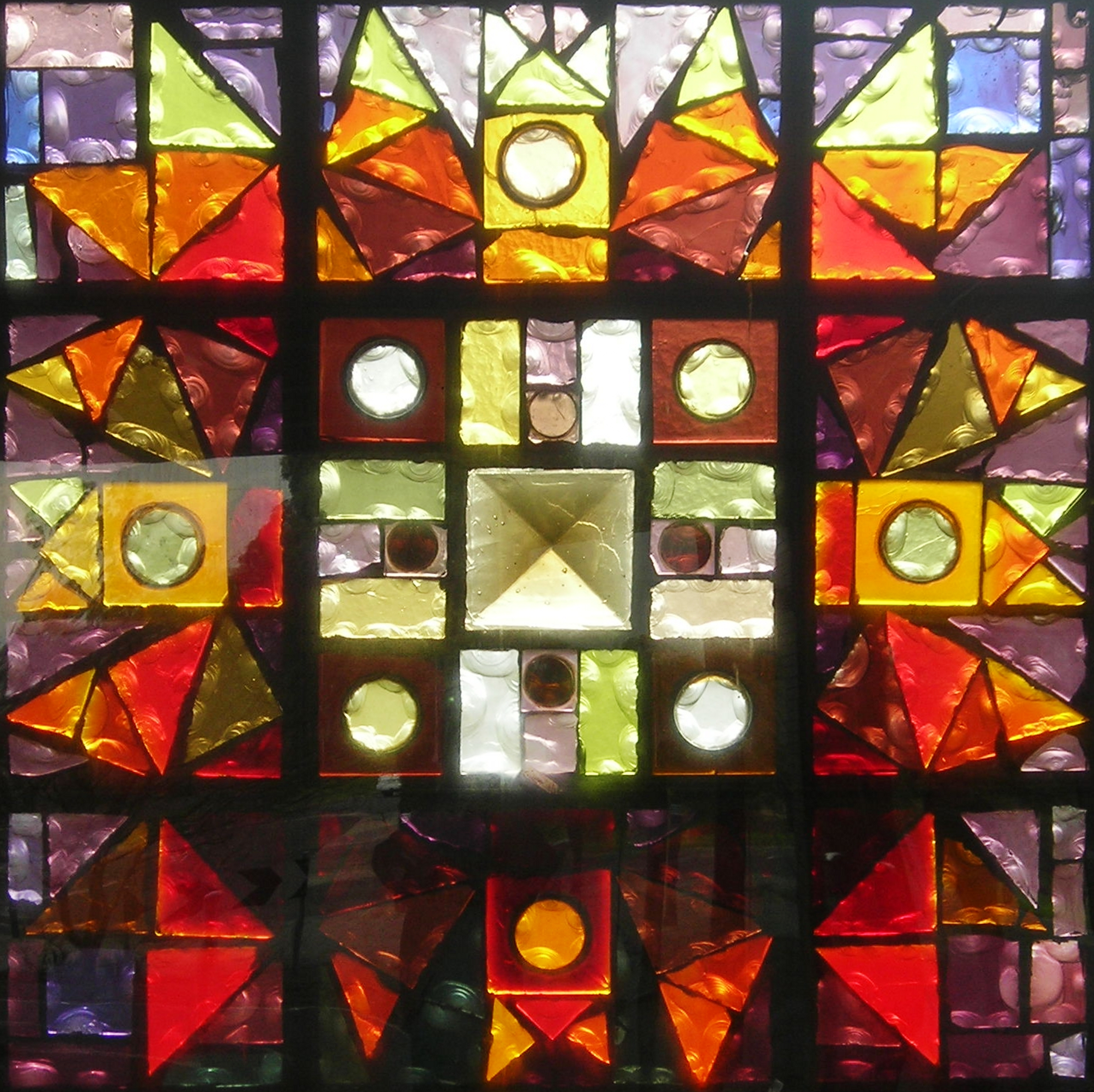
Un des vitraux de The Four Seasons (Les quatre saisons) à La Trobe University Sculpture Park de Melbourne (1978).

Grâce aux encouragements de Victor Greenhalgh, Leonard French suivit de 1944 à 1947 les cours du soir à l'Institut royal de technologie de Melbourne pour devenir peintre en lettres. Il tint sa première exposition personnelle de peinture en 1949 à la galerie Tye de Melbourne. De 1949 à 1951, il suivit des études en Angleterre, en Belgique et en Irlande, où s'accrut son intérêt pour l'art celtique. Entre 1952 et 1956, il enseigna à la « Melbourne School of Printing and Graphic Arts ». Grâce à une bourse de voyage, il alla étudier l'art asiatique en Inde, en Indonésie, en Chine et au Japon. En 1965, il se rendit aux États-Unis grâce au Harkness Fellowship obtenu cette année-là. 
Ses voyages lui inspirèrent ses séries à thème, les images littéraires et les injustices sociales étant fréquemment employées, comme dans Iliad (1952), la série Edmund Campion (1963), et la Mort d'une révolution (1974-1976). Il compose avec soin ses images à l'aide de motifs et de formes simples, par exemple pour la Death and Transfiguration (1957). 
Après avoir étudié les techniques de l'émail dans les années 60, ses peintures furent reconnaissables par leurs épaisses couches de laque brillante, complétées parfois de feuilles d'or.
En dehors de ses tableaux et ses peintures murales, il est surtout connu pour ses vitraux, comme la série de panneaux se trouvant dans le café et le foyer de la Bibliothèque nationale australienne de Canberra et le vitrail se trouvant au plafond de la National Gallery of Victoria de Melbourne. Ce dernier est le plus grand vitrail suspendu du monde.
Il a également réalisé une importante série d'œuvres sur le thème de la légende de Sinbad le marin. À partir de 1982, il fait partie du conseil d'administration de la National Gallery of Victoria.
Leonard French est mort le 10 janvier 2017 à Melbourne[réf. nécessaire].

### Vie privée
Leonard French habite et peint dans son studio de Heathcote. Il a sept enfants et cinq petits-enfants.

## Récompenses
Leonard French a remporté le Prix John Sulman en 1960 avec The Burial, et le Prix Blake d'art religieux en 1963 et en 1980. On lui a décerné un Harkness Fellowship en 1965. Il a tenu plus de quarante expositions individuelles en Australie, et il a participé à de nombreuses expositions collectives en dehors de l'Australie.